# Storia dei servizi segreti italiani
La storia dei servizi segreti italiani descrive l'evoluzione dei servizi segreti italiani, dall'unità d'Italia a oggi.
Il primo vero servizio segreto dello Stato italiano unitario fu, nel 1925, il Servizio informazioni militare (SIM), di impostazione militare, che iniziò a utilizzare anche membri dell'Arma dei Carabinieri nelle proprie file, i servizi di intelligence militare del secondo dopoguerra con il SIFAR prima e il Servizio informazioni difesa (SID) dopo, poi la riforma del 1977 con la creazione di un servizio civile (SISDE) e uno militare (SISMI e , fino alla riforma del 2007, che ha diviso i servizi attuali per competenze territoriali, interno (AISI) ed estero (AISE).
In precedenza, settori di intelligence italiani hanno dato più volte adito a gravi scandali e a sospetti di dubbia fedeltà verso gli interessi nazionali, tanto che è diventato un luogo comune giornalistico parlare di "servizi deviati" e, in connessione a ciò, di rapporti tra servizi segreti italiani e criminalità.

## XIX secolo: La riforma La Marmora e lasezione servizi segreti

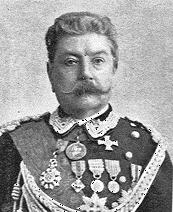
Edoardo Driquet, generale del regio esercito e senatore del Regno d'Italia.

Già nel 1855, nell'ambito della riforma La Marmora, (legge 20 marzo 1854 n. 1676) nello Stato Maggiore dell'Esercito sabaudo veniva istituita la sezione servizi segreti, primo organismo italiano ad avere questa denominazione. Dopo l'unità d'Italia nel 1863 si ha notizia ufficiale dell'istituzione di un organo di intelligence (per usare una terminologia moderna) presso lo Stato Maggiore dell'Esercito italiano. Lo dirigeva Edoardo Driquet, un ufficiale di origine ungherese la cui carriera sarà stroncata dagli insuccessi di Custoza e Lissa.
Vi sono prove documentali dell'opera del servizio informazioni militare tra quella data e il 1870, in particolare in danno dello Stato Pontificio. Nel 1872 l'organizzazione della "sezione informazioni del Primo Riparto" dello Stato Maggiore è sottoposta già a una prima riforma. Nel 1884 nasce il servizio informazioni della Regia Marina.
Nel 1897 venne costituito l'Ufficio I, anche se inizialmente si trattò di un organismo assai modesto sotto ogni profilo; comincerà ad assumere una discreta importanza con la guerra italo-turca, sviluppandosi vieppiù nella fase immediatamente antecedente la prima guerra mondiale. Lo stesso Cesare Battisti verrà incorporato nel Servizio Informazioni nel 1913, a Verona.

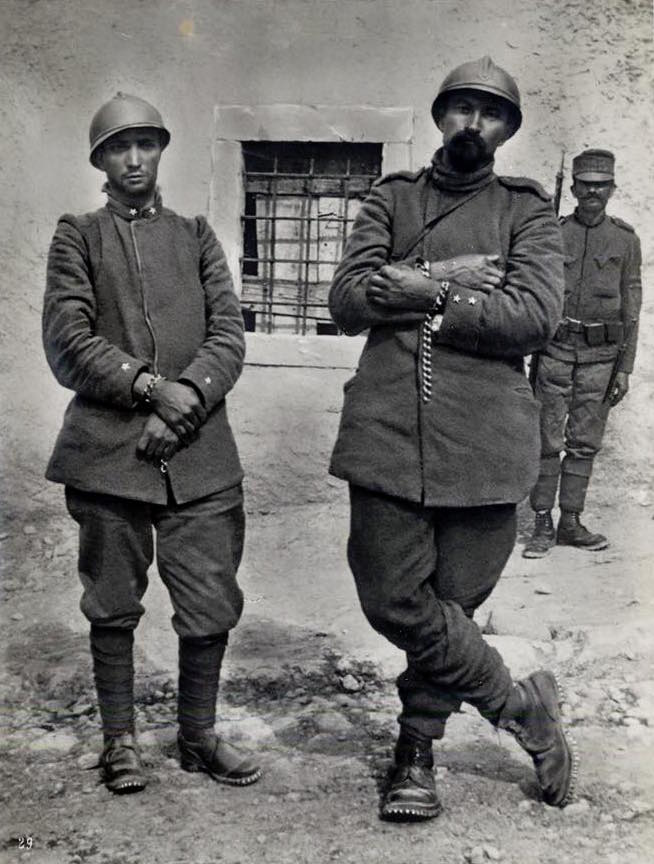
Cartolina postale del 1916. Fabio Filzi e Cesare Battisti prigionieri in Aldeno

## Il XX secolo e la prima guerra mondiale
Nel 1912 il colonnello Rosolino Poggi, divenuto comandante della struttura informativa, aveva inutilmente tentato di ottenerne il potenziamento, ma il governo non ritenne di provvedervi che frettolosamente nel 1914, alle soglie dello scoppio della prima guerra mondiale.
L'Ufficio I, rigenerato in extremis, durante il conflitto, diede solo una discreta prova di sé; in parte anche per rivalità e incomprensioni con altri servizi militari. Episodio emblematico di queste carenze fu l'affondamento del "Leonardo da Vinci", avvenuto nel 1916, verosimilmente per sabotaggio austriaco che comunque rientrava nelle competenze dirette del servizio informazioni della Marina. Nel 1916 divenne Servizio I, alle dipendenze del Comando supremo.
Il bilancio non fu però del tutto negativo; se questi anni videro già la deleteria tendenza a un'ipertrofica proliferazione dei "servizi", nel 1916 vi furono le prime sperimentazioni di intercettazione telefonica, e durante il primo conflitto mondiale, con la cosiddetta "Legione Sacra", si iniziò il moderno cammino della guerra psicologica, nella forma della propaganda, il tutto (occultamente) sotto il coordinamento e con i fondi del Servizio Informazioni.
Il 1919 viene considerato l'anno di nascita dell'Ufficio affari riservati (AARR, vedi infra), che verrà soppresso solo nel 1974.
Il Servizio I nel 1920 passò alle dipendenze dello Stato maggiore generale.

## Il ventennio fascista e la nascita del SIM
Nel 1925 venne creato il Servizio Informazioni Militare, primo vero strumento di intelligence militare italiano. Unificò al suo interno il Servizio I e i servizi informativi delle tre forze armate.
Nell'anno successivo nacque l'OVRA, la polizia politica del governo Mussolini. Tra i fatti riconducibili ai servizi del tempo, probabilmente va ricordato l'assassinio dei fratelli Rosselli, e in qualche maniera anche quello dell'onorevole Giacomo Matteotti, almeno a quanto riferisce Amerigo Dumini nella sua autobiografia. L'omicidio dei Rosselli, peraltro, appare parte di una serie di "operazioni speciali" oltre confine (assassinii politici, atti di sabotaggio/terrorismo ecc.) quasi sempre (e stranamente) organizzate dal Centro controspionaggio di Torino, che godeva tra l'altro di mezzi finanziari tali da potergli consentire la gestione a Sanremo di un caffè-concerto (bar Jolanda) e di una casa chiusa. L'esecuzione materiale delle uccisioni in questione sarebbe stata in realtà "subappaltata" ai cagoulards (estremisti di destra francesi, spesso divenuti collaborazionisti degli occupanti tedeschi sotto il governo di Vichy). Nel 1934 vi era stata un'altra operazione analoga: l'assassinio di Alessandro di Iugoslavia, eseguito per ordine di Mussolini da elementi di quegli ustascia che il governo fascista italiano faceva addestrare da istruttori della milizia a Borgotaro.
Nel 1937, in concomitanza alla guerra civile spagnola, il colonnello Santo Emanuele del SIM tentò di fare saltare in aria la nave spagnola Ciutad de Barcelona nascondendo esplosivo nel carbone utilizzato come carburante. Anche se buona parte di ciò che riguarda l'OVRA era avvolto nel mistero, quel che sembra assodato è che quella struttura disponeva di un patrimonio finanziario e organico di assoluto rilievo per l'epoca. Da fonte attendibile consta che potesse contare su un'ottantina di funzionari, seicento agenti e migliaia di informatori (legati ai primi dal classico rapporto che s'instaura con i case officers.) Da un punto di vista di competenza territoriale, il suolo patrio era stato suddiviso dall'OVRA in ispettorati, con il primo che sorse nel Nord Italia nel 1927; seguito da un secondo (1930) che copriva Emilia-Romagna, Toscana e Marche; nel 1933 da un terzo —(detto "Apulia") su Abruzzo, Umbria e Molise— e un quarto per la Sicilia; nel 1937 il quinto per la Sardegna; nel 1938 il sesto per Calabria e Campania e l'ultimo nel 1940 per il Lazio (esclusa la capitale, che rientrava in una zona autonoma).
Per quanto riguarda il SIM l'evento più rilevante di questi anni è probabilmente l'ascesa al comando del generale Mario Roatta (1934): particolarmente incline ad assecondare per ragioni opportunistiche le esigenze del potere (del momento; egli stesso dichiarò che era indifferente al "colore o forma" del governo che doveva servire), iniziò la tendenza dei servizi a piegarsi interessatamente ai desideri (non sempre "istituzionali") di chi occupava le massime istituzioni.
Roatta aveva avuto il suo esordio nella guerra d'Etiopia, quando aveva ordito una serie di piani (che brillavano soprattutto per fantasia) per togliere di mezzo Ras Tafari. Uno dei pochi successi conseguiti in quei frangenti dal SIM fu la cattura dei documenti segreti del patto Hoare-Laval.
Quando, nel 1944, Roatta fu messo sotto inchiesta e arrestato (dapprima per la mancata difesa di Roma e poi per le sue dirette responsabilità nell'omicidio dei Rosselli), si trattò di un evento talmente dirompente da innescare la prima "guerra di dossier" dell'epoca vicina a noi, con documenti scottanti che improvvisamente, e per vie arcane, si materializzavano nella disponibilità dei magistrati inquirenti; di pari passo, venivano propalate ad arte fantasiose indiscrezioni sull'imminente arresto di Pietro Badoglio (che da poco aveva lasciato la Presidenza del Consiglio), evidentemente allo scopo di togliere "legittimità politica" a questi primi tentativi del rinnovato stato italiano di fare luce su scabrosi episodi consumatisi poco tempo prima. Questo gran polverone ottenne almeno l'effetto di fare intervenire con pesante ingerenza gli ambienti diplomatici anglo-americani nell'intento (coronato da successo) di impedire l'acquisizione processuale di atti o notizie pregiudizievoli per gli interessi "alleati". Per la cronaca il principale imputato (ve ne erano altri 38), cioè appunto Roatta, beneficiò di un'evasione di sospetta facilità, che gli permise di raggiungere la Spagna attraverso il Vaticano, e di godersi un'indisturbata latitanza fino al 1966, anno in cui decise di rimpatriare.

## La Seconda guerra mondiale

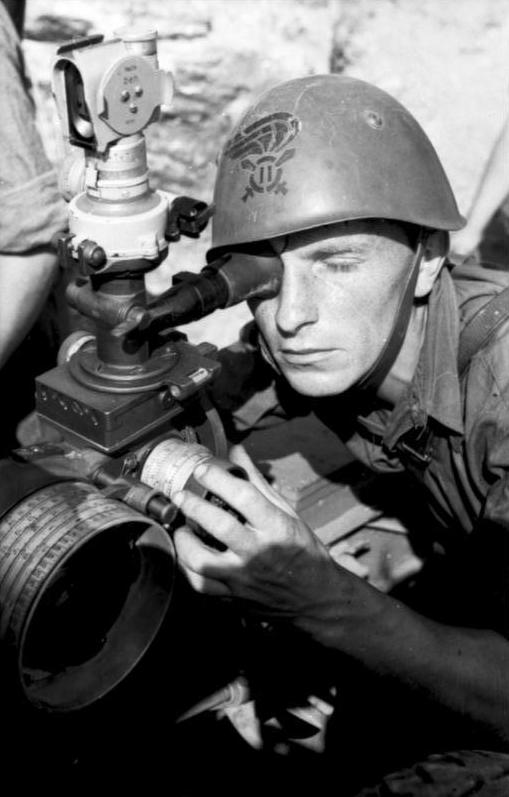
Soldato italiano impegnato in un'operazione di puntamento con strumento ottico durante la seconda guerra mondiale

La Seconda guerra mondiale confermò nuovamente la tendenza già esposta alla moltiplicazione degli enti di intelligence, secondo una visione cui non era estraneo lo stesso Benito Mussolini, preoccupato dell'eccessivo potere che si sarebbe concentrato nell'uomo che da solo avesse eventualmente dominato i servizi segreti.
Di conseguenza, al momento l'Italia metteva in campo:
1. il Servizio informazioni militare;
2. il Centro controspionaggio (CS) (che del SIM era una sorta di spin-off);
3. il Servizio informazioni Aeronautica (SIA);
4. il Servizio informazioni segrete della Regia Marina (SIS);
5. il Servizio informazioni dell'Esercito (SIE);
6. il Servizio informazioni speciali;
7. (dal 1940) una direzione degli Uffici "I" presso ciascuna forza armata.[31]
8. l'OVRA

Nel 1940, anche in esito a una sorta di regolamento di conti tra varie fazioni del SIM, il controspionaggio diveniva una branca del tutto autonoma dei servizi, con la denominazione di "Controspionaggio militare e servizi speciali“ (CSMSS). Sempre in quell'anno, il SIM strumentalizzò l'uccisione di un delinquente comune, Daut Hoxha, che nella controinformazione fascista, capeggiata da Virginio Gayda, divenne un grande patriota albanese della Ciamuria, contribuendo a costituire il pretesto per la campagna italiana di Grecia.

### L'armistizio di Cassibile e la guerra civile

#### Nel Regno del Sud

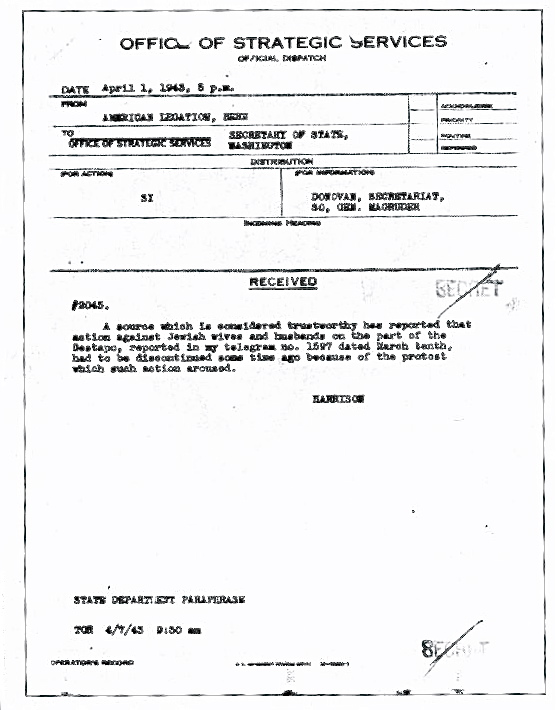
1º aprile 1943. Un dispaccio dell'Office of Strategic Services

Quando il governo italiano si ricostituì a Brindisi dopo l'Armistizio dell'8 settembre 1943, e nel Regno del Sud fu ricreato dal governo Badoglio I al posto del SIM un nuovo servizio denominato "Ufficio informazioni e collegamento del reparto operazioni del comando supremo" (tornerà a chiamarsi SIM l'anno successivo, quando il governo Badoglio avrà ripreso possesso di Roma). Secondo la consuetudine ormai affermata, nei servizi vi erano tre sezioni: una analitico-organizzativa (detta "situazione", o "Sezione Zuretti"), una offensiva ("Sezione Calderini"), e una dedita al controspionaggio ("Sezione Monsignore"). Quell'Ufficio Informazioni dal giorno 1º ottobre 1943 fu diretto dal colonnello Pompeo Agrifoglio, un singolare personaggio che nel 1947 a Palermo avrebbe fondato quattordici società per azioni, molti anni dopo rivelatesi puramente dei paravento per operazioni in cui erano coinvolti massoni, ambienti vicini all'intelligence atlantica ed esponenti dell'estrema destra. Sussistono pochi dubbi sul fatto che già in quegli anni si manifestasse un'intensa influenza dei servizi segreti statunitensi, in particolare l'Office of Strategic Services. Sempre nell'ottobre 1943, in sinergia con un'organizzazione britannica votata alla guerra non convenzionale ("N. 1 Special Force"),
Il servizio informazioni intraprese missioni finalizzate al coordinamento delle bande di partigiani operanti nella resistenza italiana, nei territori occupati dalle truppe della Germania nazista. In tale contesto, trovarono morte eroica due esponenti di quei servizi informativi: il colonnello Giuseppe Cordero Lanza di Montezemolo e il suo stretto collaboratore Giorgio Ercolani, entrambi uccisi nell'eccidio delle Fosse Ardeatine. Furono inoltre riorganizzati anche il SIS della Marina e il SIA dell'Aeronautica.
Con la liberazione di Roma del giugno 1944 l’Ufficio I tornò ad essere il SIM e venne quindi operata una profonda riorganizzazione del Servizio, posto sotto il comando del colonnello Pompeo Agrifoglio.
Il l° gennaio 1945 fu istituito il Servizio Informazioni militare presso il Comando Supremo italiano.

#### Repubblica Sociale Italiana
Anche la Repubblica Sociale Italiana si dotò ben presto di un proprio servizio "I" (ultimi mesi del 1943). Inizialmente attivo a Roma, esso stabilì poi il proprio quartier generale a Volta Mantovana. La formazione, spiccatamente criptica, difendeva la propria segretezza anche con l'uso del nome in codice di "Ufficio statistiche delle forze armate". In realtà, si trattava del SID, un acronimo di cui sentiremo parlare ancora. Le sezioni operative del SID fascista repubblicano erano: "Alfa", per la direzione dei centri periferici, "Beta", addetta alla crittografia, "Sigma", sezione politica e finalmente "Omega", sovrintendente alla censura. Primo capo del SID fu Vittorio Foschini, un giornalista senza particolari qualità, che fino a quel momento aveva avuto al proprio attivo la fondazione (in seno alla MVSN) di un corpo indicato quale "6X", una sorta di risorsa personale di Mussolini. Nel 1944, comunque, Foschini fu costretto a farsi da parte, lasciando spazio al colonnello Candeloro De Leo, un ufficiale di notevoli attitudini spionistiche, al quale tuttavia non riuscì di rilanciare i servizi informativi RSI fino al punto di potere operare realmente all'estero: lo scomodo alleato tedesco non aveva infatti accantonato del tutto il proprio rancoroso sospetto nei confronti degli italiani.

## Secondo dopoguerra

### Il SIFAR
Dal 1946, con l'avvento della Repubblica, e per alcuni anni nell'immediato secondo dopoguerra italiano i servizi militari lavorarono sotto la supervisione delle autorità anglo-americane. Le strutture informative di quel periodo hanno soprattutto collaborato con le forze di polizia nella ricerca di soggetti cui erano ascritti crimini di guerra. 
Dal 15 agosto 1946 l'intelligence militare rinacque con l'Ufficio I dello Stato maggiore dell'Esercito italiano.
Nel 1948 il generale di artiglieria Giovanni Carlo Re è designato a guidare l'Ufficio I, che l'anno successivo dopo verrà ribattezzato Servizio informazioni forze armate (SIFAR) reparto interforze composto da militari delle tre forze armate. Com'è forse inevitabile per ragioni di contesto storico, si tratta di un'organizzazione pienamente rispondente alle logiche della Guerra Fredda, nata tramite una circolare del Ministro della difesa, e non in forza di legge. Il quadro normativo di riferimento tuttavia era ancora quello dell'epoca fascista. 
Il SIFAR fu il primo alle dipendenze dirette del capo di stato maggiore della difesa.
Nel 1949 vennero pure creati i tre SIOS, presso gli stati maggiori di ciascuna forza armata dell'epoca ; la loro sfera d'azione, almeno teoricamente, era limitata all'ambito tecnico-militare della forza di appartenenza.

### L'influenza della NATO

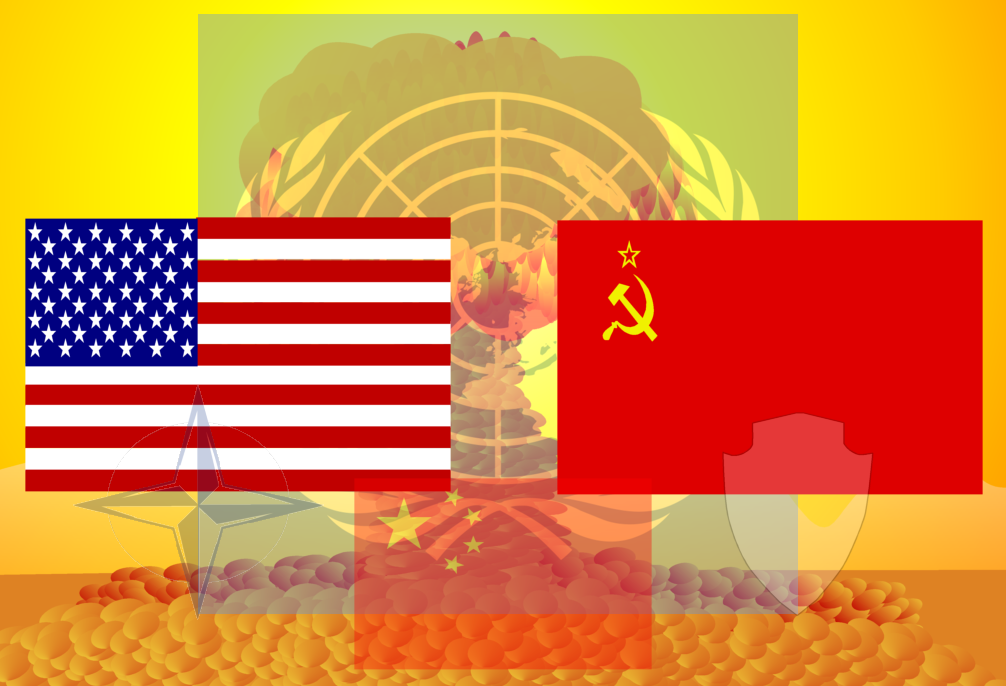
Una rappresentazione artistica conglobante alcuni simboli della guerra fredda

Il ruolo giocato dalla NATO e dalle alleanze analoghe, vigenti dalla conferenza di Jalta influenzarono notevolmente l'attività dei servizi. Anche se sulla carta si trattava di organizzazioni strettamente difensive, non vi è dubbio che questi "patti" avessero anche una spiccata vocazione al mantenimento dello status quo. La CENTO aveva esplicitamente un Comitato per le attività antisovversive, mentre la NATO non aveva osato spingersi sino a quel punto, attendibilmente per non inasprire le relazioni con le animose minoranze politiche di sinistra che caratterizzavano l'Italia, oltre alla Francia. È ormai però di pubblico dominio il fatto che gli Stati Uniti erano pronti all'azione armata non solo in caso di invasione dell'Italia per opera di forze del blocco orientale, ma anche nell'ipotesi che il Partito Comunista Italiano avesse vinto le elezioni. La pianificazione risulta abbastanza chiara e dettagliata nella direttiva "National Security Council 1/3" del 1948, adottata significativamente alla vigilia politica delle prime elezioni che avrebbero restaurato il Parlamento dopo l'eclissi imposta dal fascismo. Il documento non usa perifrasi nel prefigurare la reazione statunitense nel caso di vittoria comunista "con mezzi legali", e "anche a rischio di una guerra civile".

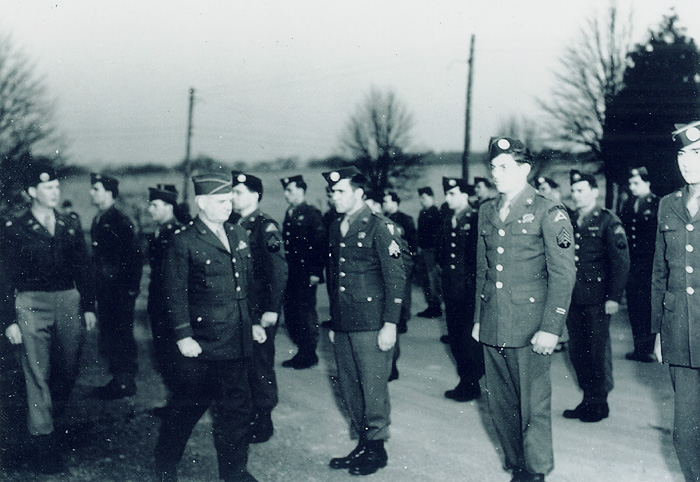
1945, Bethesda, Maryland. Il generale William J. Donovan passa in rassegna gli Operational Groups dell'OSS in partenza per una missione in Cina.

Dopo la guerra di Corea, l'attività ufficialmente denominata "ravvivare la determinazione a opporsi al comunismo" è coordinata da un nuovo organismo ad hoc, denominato "Psychological Strategy Board" (PSB).
In questa luce s'inquadrano i due piani anticomunisti elaborati, rispettivamente, per la Francia (Cloven) e per l'Italia (Piano Demagnetize), entrambi orchestrati dal PSB. Probabilmente non è un caso che il SIFAR e il Patto Atlantico siano nati negli stessi giorni di quel 1949. La subordinazione dei nostri servizi a quelli statunitensi del tempo è ormai un fatto acclarato. In particolare, per quanto attiene al monitoraggio delle telecomunicazioni, è stato autorevolmente affermato che il rapporto tra National Security Agency (NSA) e istituzioni di intelligence dei paesi alleati era "una strada a senso unico", nel senso che solo gli USA si avvantaggiavano in questa sorta di patto leonino. Tutto ciò è peraltro assai compatibile con le informazioni ormai ampiamente disponibili sulla rete di ECHELON. Meno nota nei contenuti, ma ugualmente pressoché certa come fatto storico-materiale, è l'esistenza di "protocolli segreti" annessi al Patto Atlantico, che verosimilmente impongono una specie di servitù agli apparati di sicurezza dei paesi "satelliti" degli Stati Uniti, e segnatamente ai servizi italiani.

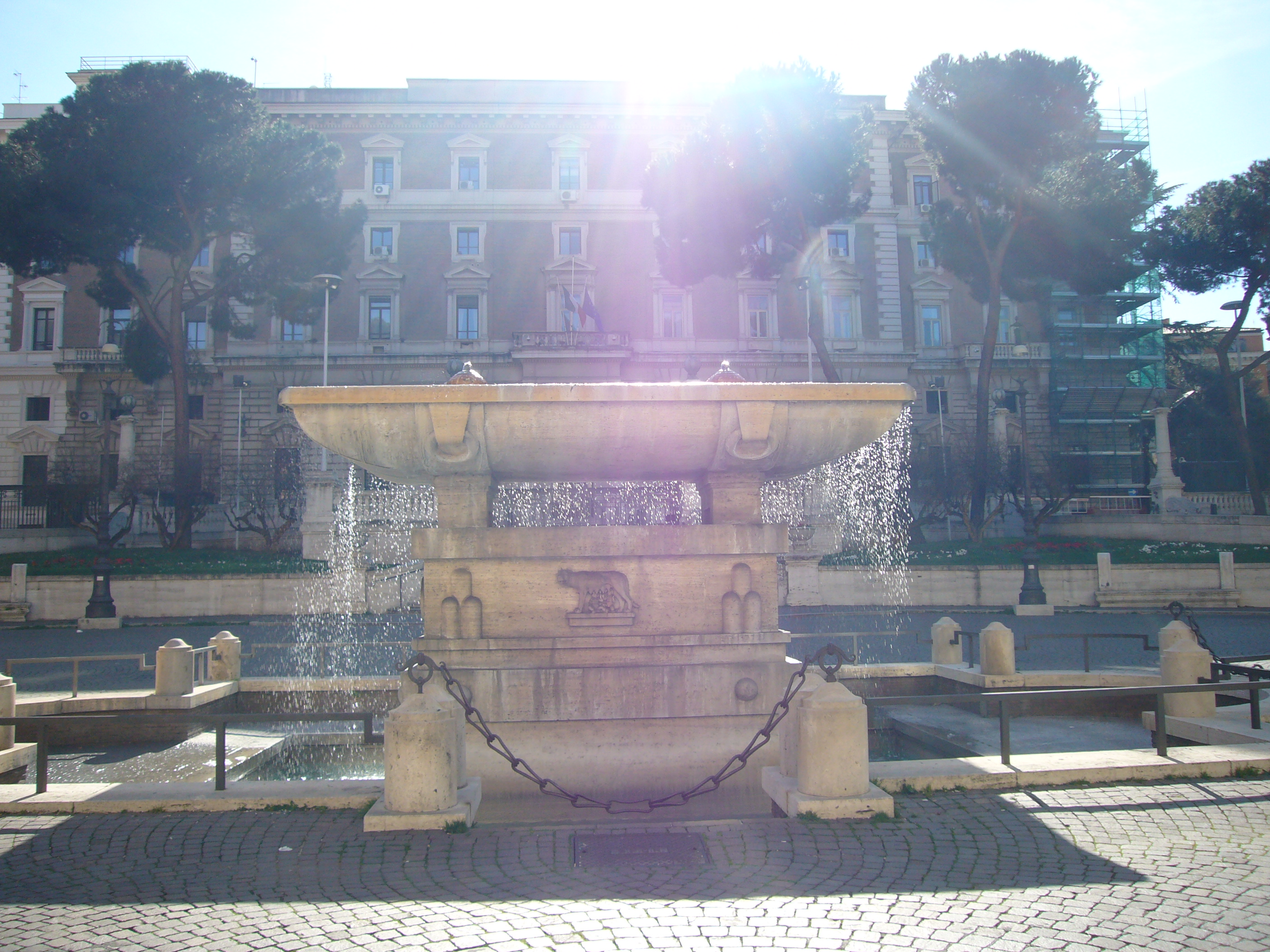
Roma, il Viminale (sede Ministero dell'Interno)

### L'Ufficio Affari Riservati (AARR)
Sul piano "civile" il fenomeno più interessante negli anni '50 è il venire alla ribalta dell'Ufficio Affari Riservati del Ministero dell'interno (poi Divisione Affari riservati) che sarà soppresso solo nel 1974, con le sue sedi periferiche nelle questure. Due strutture, SIFAR e Affari riservati, che spesso si intralceranno tra loro, se non addirittura contrasteranno.
Si tratta di organi civili che spesso diedero nel dopoguerra l'opportunità a ex esponenti di spicco dell'OVRA (come per esempio Guido Leto, già direttore generale della pubblica sicurezza RSI a Valdagno), di “riciclarsi“ nei nuovi apparati di sicurezza interna.
Verso la fine della guerra, Leto era riuscito a intrattenere rapporti mai ben chiariti con gli anglo-americani e il CLN, il che gli valse —dopo un breve periodo di traversie giudiziarie— nel 1946 il rientro in Pubblica Sicurezza, con l'altisonante qualifica di "direttore tecnico di tutte le scuole di polizia". Nel 1952, approfittando di amicizie intessute ai tempi di Valdagno, lasciò la pubblica amministrazione italiana, divenendo direttore della Jolly Hotels, impresa lanciata dalla famiglia Marzotto.
In questo contesto si ricorda l'operato del dirigente generale di pubblica sicurezza Ciro Verdiani, già coordinatore dell'OVRA della zona di Lubiana, e "carceriere" di Mussolini a Campo Imperatore. che in Sicilia, ove resse per breve tempo l'Ispettorato generale di polizia in Sicilia, nominalmente preposto alla lotta al separatismo dell'EVIS e al banditismo, ma che riportò risultati insoddisfacenti, tanto che fu ben presto rimpiazzato dal Comando forze repressione banditismo, dal colonnello dei carabinieri Ugo Luca, proveniente dai servizi segreti militari. Malgrado l'allontanamento, Verdiani proseguì nei suoi contatti con esponenti malavitosi quali Salvatore Giuliano e Gaspare Pisciotta, protagonisti della strage di Portella della Ginestra, attività che gli procurarono un'incriminazione non sfociata in un processo. Verdiani morì infatti (per sospetto avvelenamento, anche se la diagnosi ufficiale fu "attacco cardiaco") nel 1952, alla vigilia del dibattimento.
Già nel 1948, con l'ascesa al comando della Divisione affari generali e riservati del questore Gesualdo Barletta, anch'egli veterano OVRA, si era avviata un'intensa riconversione degli apparati di sicurezza, da cui erano stati allontanati gli ex partigiani, e sostituiti con ex fascisti repubblicani, "collaborazionisti", elementi già epurati o arrestati" per atrocità di cui si erano macchiati ai tempi di Salò. Non fu un'iniziativa estemporanea di quel funzionario, ma s'inseriva in un più vasto piano, orchestrato politicamente da personalità quali Giuseppe Romita prima e Mario Scelba in un secondo momento, che sul versante operativo/organizzativo si avvaleva della competenza del generale dei carabinieri Giuseppe Pièche, a sua volta uomo dell'OVRA e del SIM, noto per le sue simpatie franchiste. Piéche, nel 1950, era stato anche uno degli animatori del progetto politico della costituzione di un servizio di "Difesa civile", qualcosa di simile alla Guardia nazionale degli USA. L'iniziativa era poi naufragata per la resistenza opposta dalle sinistre.
L'Ufficio Affari Riservati (AARR) di Barletta era articolato su due sezioni (denominate rispettivamente "Sinistra e stranieri" e "Situazione interna e destra") e un Casellario Politico Centrale. Alle dipendenze dell'AARR, presso ciascuna questura erano dislocati gli Uffici Vigilanza Stranieri (UVS), che al di là del loro compito ufficiale, svolgevano clandestinamente molti compiti di controspionaggio, tra cui la sorveglianza dei partiti di sinistra. Benché nella dozzina d'anni della gestione Barletta non fosse trapelato alcun dettaglio in grado di suscitare scalpore, nel 1998 è risultato che nel 1954 quel direttore AARR aveva in animo di mettere fuori legge il PCI. Barletta espose tale piano direttamente al Segretario di Stato degli Stati Uniti John Foster Dulles, il quale, per il tramite diplomatico, ne rese edotto il Ministro dell'interno Scelba. Quest'ultimo però respinse con veemenza l'ipotesi, nel timore di scatenare una guerra civile.

### Genesi della Gladio
L'Organizzazione Gladio nasce ufficialmente il 28 novembre 1956, anche se diverrà di (relativo) pubblico dominio soltanto una quarantina d'anni più tardi. Sembra, peraltro, che la Gladio avesse avuto qualche precedente, in particolare un imprecisato "nucleo Duca". A ogni modo è certo che nel 1951 l'allora direttore del SIFAR, generale Umberto Broccoli, scrisse al Capo di Stato Maggiore della Difesa (Efisio Marras) una nota prefigurante la nascita della struttura di resistenza clandestina che descriviamo. Già a quel tempo, si affermava, erano state avviate organizzazioni stay-behind in Regno Unito, Paesi Bassi e Belgio, e Francia, che ne manteneva pure al di fuori del suolo nazionale.
Contestualmente si osservava che la creazione di Gladio era anche una sorta di reazione a un'iniziativa del tutto analoga (e completamente priva di riscontro documentale) che gli americani avevano già arbitrariamente assunto nel Nord Italia tra il 1947 e il 1950. Appianata questa asserita diatriba con gli USA, nel 1953 venne concretamente fondata la base di Poglina in Sardegna, nei pressi di Alghero. Per tenere più possibile celata la natura dell'operazione, i terreni necessari furono simulatamente comprati da alcuni agenti segreti, che ovviamente se li intestarono al catasto.
La struttura addestrativa prese a funzionare tra il 1956 e il 1958, con la denominazione di Centro Addestramento Guastatori; contemporaneamente, nell'Ufficio R del SIFAR, veniva costituita la sezione SAD.
"A regime", l'organico della Gladio contava su 622 operativi, ripartiti in quaranta cellule, di cui sei di spionaggio, sei di propaganda, sei di evasione e fuga, dieci di sabotaggio, dodici di guerriglia.

## Gli anni '60
Verso il 1958 la crisi del centrismo determinò tensioni politico-sociali che resero plausibile per alcuni ambienti governativi la prospettazione di un tentativo di forzare in senso conservatore il naturale evolversi del quadro istituzionale. La carica di Ministro dell'interno in quel tempo era appannaggio di Fernando Tambroni, che aveva raggiunto il grado di centurione nella Milizia Volontaria per la Sicurezza Nazionale. Egli determinò nel 1958 l'avvicendamento alla Divisione affari riservati di Domenico De Nozza, già questore di Trieste, al posto del noto Barletta. In questa nomina non era estraneo Robert Driscoll, numero due della CIA in Italia, che era in stretto contatto con Tambroni, e aveva avuto modo di apprezzare De Nozza durante l'amministrazione provvisoria del capoluogo giuliano.
Anche in virtù delle esperienze vissute a fianco degli americani in quel periodo, De Nozza (con altri collaboratori che si era portato al seguito dalla polizia civile triestina) impresse un intenso impulso innovativo all'intelligence interna cui era stato preposto. Fu tosto creato nella capitale un "ufficio psicologico" occulto che sostanzialmente svolgeva attività di ricatto nei confronti di uomini politici, emulato da una rete di uffici clandestini, camuffati da imprese commerciali, dislocati in ciascun capoluogo di regione, che avevano scopi informativi e perfino controinformativi in relazione alle sedi e agli esponenti del PCI e altre formazioni di sinistra. L'azione di questi nuclei era talmente riservata che si tentò di renderla impenetrabile anche allo stesso SIFAR. A questo proposito occorre osservare che Driscoll collaborò all'attività di De Nozza finanziariamente e organizzativamente, con generosità non proprio disinteressata. Per almeno due anni gli uomini degli "affari riservati" operarono come un servizio parallelo, all'insaputa tanto del SIFAR quanto del governo, e prendendo ordini più da Washington che da Roma. Questo stato di cose s'interruppe nel 1959, quando un telegramma cifrato dell'organizzazione di De Nozza fortuitamente cadde nelle mani di Carmelo Marzano, questore di Roma; ne nacque una sorta di faida interna agli ambienti della DC, culminata, dopo un anno, con il declino politico di Tambroni e il formale scioglimento di questi "uffici speciali", anche se bisogna notare che nessuno dei più importanti protagonisti della "parentesi triestina" ebbe a subirne alcuna grave conseguenza, fosse anche sul puro piano della carriera nelle strutture di sicurezza dello Stato.
Fra questi sopravvissuti emerge il nome di Walter Beneforti. Si tratta di una sorta di doppiogiochista che aveva collaborato con il SIFAR con il nome in codice di "Miro", aveva poi raggiunto (segretamente) i vertici dell'organizzazione di De Nozza, e al termine di quell'esperienza aveva ripreso il suo rapporto con il Centro CS SIFAR di Padova. In questa sua "nuova" veste, Beneforti non mancò di mettere in cattiva luce il questore Marzano, che sarebbe stato a sua volta sul libro paga di Driscoll, affermazione non necessariamente vera, ma neppure totalmente inverosimile. Lo ritroveremo a reggere la Criminalpol di Milano fino al 1971, quando risulta che abbia dato le dimissioni, forse venendo reintegrato negli AARR.
Sta di fatto comunque che Beneforti, coinvolto in varie inchieste, fu arrestato successivamente in almeno tre occasioni (nel 1973, 1976 e 1978), trascorse in carcere anche qualche periodo relativamente lungo senza svelare alcunché, e in tutte le circostanze fu sempre rilasciato senza che le indagini fossero approdate a pratici risultati.
Un documento segreto della CIA, redatto nel 1963, confermava l'attività di dossieraggio praticata dall'amministrazione Tambroni, anche con il paravento di una fantomatica "agenzia Eco di Roma". Questo, in un certo senso, non fu che il preludio della vasta e sistematica opera di schedatura posta in essere dal SIFAR del generale Giovanni De Lorenzo, argomento che sarà discusso appresso.

### I fascicoli SIFAR
Il generale Giovanni De Lorenzo ascese alla massima poltrona SIFAR nel 1955, auspice il presidente Giovanni Gronchi e con l'indiretta benedizione di Allen Dulles, uno dei più potenti capi della CIA; la nomina di De Lorenzo tranquillizzò del resto gli americani, per il quale Gronchi peccava di "sinistrismo".
De Lorenzo era stato pluridecorato per meriti acquisiti nella resistenza italiana, anche se nel 1958 fu riformulata la motivazione delle onorificenze, in modo tale da rimuovere i riferimenti alla collaborazione con partigiani. Il suo periodo di comando al SIFAR segnò il record assoluto di oltre sei anni, praticamente corrispondenti al mandato presidenziale di Gronchi, di cui nel 1960 aveva saputo conquistare la fiducia sfruttando la bufala di un ipotetico rapimento del Capo dello Stato, asseritamente ordito da Randolfo Pacciardi, già Ministro della difesa.

### Il Piano Solo
Ogni stato membro della NATO disponeva in quegli anni di un piano di emergenza che si sarebbe dovuto applicare in caso di pericolosi perturbamenti dell'ordine pubblico. In Italia il Piano Solo, sulla cui natura difensiva (reazione a minaccia di "golpe rosso") o preventiva (colpo di stato autonomo) il dibattito è tuttora molto acceso, materialmente fu una serie di disposizioni impartite da De Lorenzo ai vertici dell'Arma dei Carabinieri per neutralizzare quelli che venivano individuati quali esponenti e "centri di potere" della sovversione social-comunista. Il casus belli è storicamente rappresentato dalla crisi del governo manifestatasi il 25 giugno 1964. Di fatto, il Piano Solo fu più che altro agitato come uno spauracchio nelle aspre discussioni tra Capo dello Stato e leader politici che portarono al rinnovato incarico di Aldo Moro quale Presidente del Consiglio dei ministri (Governo Moro II). È stata sottolineata l'irritualità della partecipazione (15 luglio 1964) di De Lorenzo a tali colloqui. Quanto all'illegittimità sostanziale degli ordini di De Lorenzo alla struttura gerarchica dei carabinieri, è stata accertata giudizialmente.
Tutta l'operazione rimase al tempo accuratamente celata all'opinione pubblica, se si fa eccezione per un articolo di Pietro Nenni sull'Avanti! del 26 luglio 1964, il cui senso appare oggi piuttosto chiaro, ma difficilmente poteva essere inteso nella sua reale importanza (peraltro poi attenuata dall'autore medesimo) da parte di un lettore che non possedesse le necessarie informazioni.

### Aloia e la "svolta arditistica"
Verso la fine dello stesso anno, con discutibile procedura, De Lorenzo otteneva che Allavena prendesse il posto di Viggiani alla direzione del SIFAR (Viggiani, gravemente malato, si sarebbe spento da lì a poco, come verosimilmente De Lorenzo aveva potuto prevedere).
Nel 1965( non nel 1965 ma nel 1962) divenne Capo di Stato Maggiore della Difesa il generale Giuseppe Aloia. Questi era fautore della costituzione di un nerbo ristretto di militari che —in caso di crisi locali— forti di un "substrato ideologico", potessero svolgere un'efficace azione anticomunista. Sul piano organizzativo, ciò presupponeva la promozione di uno specifico addestramento anti-guerriglia e la fondazione di scuole per la guerra psicologica. Sul piano culturale, il movimento di Aloja affondava le radici nella produzione di autori neofascisti quali Guido Giannettini, Pino Rauti, Eggardo Beltrametti, Gianfranco Finaldi, ed Enrico de Boccard, che vagheggiavano dottrine naziste e le prodezze dell'OAS.
Operativamente in quegli anni nacquero i "corsi di ardimento" presso la Scuola di Fanteria dell'Esercito Italiano in Cesano (Roma), con il plauso entusiasta dell'Agenzia "D" di Rauti e Giannettini: "migliaia di uomini particolarmente addestrati contro la guerra 'sovversiva' onde fronteggiare esigenze particolari". Paradossalmente si è detto che in tale contesto De Lorenzo potesse riscuotere un certo apprezzamento perfino dalla sinistra, poiché rappresentava comunque una forma di "meno peggio".

### Il convegno del Parco dei Principi
Nel maggio 1965 l'istituto di storia militare "Alberto Pollio“ indisse, con vasta partecipazione degli intellettuali reazionari testé nominati, presso l'hotel "Parco dei Principi" di Roma, un convegno (dal titolo: "La guerra rivoluzionaria"), che è stato considerato il momento fondativo dottrinale della strategia della tensione. L'ufficialità dell'evento risaltava dal tavolo di presidenza: Salvatore Alagna, consigliere di corte d'appello, generale
Alceste Nulli Augusti, colonnello Adriano Magi-Braschi. Uno degli interventi più significativi fu —a posteriori— quello svolto da Giano Accame, sostanzialmente preconizzante il già ricordato golpe dei colonnelli in Grecia (verificatosi puntualmente due anni più tardi). Il convegno godette verosimilmente della sponsorizzazione di Confindustria, come si desumerebbe dalla partecipazione di manager quali Ivan Matteo Lombardo (uomo politico, ma anche dirigente Squibb) e Vittorio De Biasi (per Edison). Il famoso ufficio REI del colonnello Rocca stipulò contemporaneamente copiosi abbonamenti alla pubblicazione "Agenzia «D»", facente capo a Rauti e Giannettini.

### Il declino di De Lorenzo

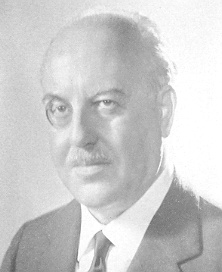
Giovanni De Lorenzo nel 1968, eletto deputato della Repubblica Italiana

L'ascesa di De Lorenzo durò poco: nel gennaio 1967 sui dossier voluti da De Lorenzo ai tempi del SIFAR vi fu una serie di interrogazioni parlamentari (presentate anche da esponenti democristiani, primo fra tutti il senatore Girolamo Messeri, che recriminava di essere stato oggetto di spionaggio italiano durante un viaggio negli USA come membro di una missione parlamentare in ambito NATO).
Il Ministro della difesa socialdemocratico Roberto Tremelloni riconobbe l'esistenza dei fascicoli, parlando di un'attività non ortodossa dei servizi che descrisse, assicurandosi la primogenitura dell'uso del termine in questo senso, di "deviazioni". In seguito al clamore suscitato dalla pubblica ammissione, il 15 aprile 1967, il Consiglio dei ministri, con procedura eccezionale, mise a riposo il Generale De Lorenzo.
Nel maggio seguente arrivò il colpo di grazia: prima il settimanale L'Europeo e poi L'Espresso sostennero, riferendosi al Piano Solo, che nel 1964 Segni e De Lorenzo avevano tentato un golpe.
Secondo ricostruzioni che vanno guadagnando crescente credito, lo scoop de L'Espresso, più ricco di dettagli rispetto a quello della testata concorrente, sarebbe stato favorito dal KGB sovietico che, avendovi ovvio interesse, fornì ai giornalisti materiale sul "Piano Solo". Leonid Kolosov, capo della struttura italiana del Servizio di Mosca, avrebbe poi ammesso nel 1992 di avere favorito la diffusione di queste notizie, raccolte in tempo reale nel '64 grazie a una talpa nel SIFAR.
Il Generale a riposo querelò il direttore di L'Espresso Eugenio Scalfari e l'autore degli articoli, Lino Jannuzzi. I due giornalisti vennero condannati in primo grado a diciassette mesi per diffamazione a mezzo stampa (anche se poi vi fu la remissione di querela).
In sede processuale Jannuzzi affermò che oltre ad Anderlini, a fornire informazioni erano stati anche Ferruccio Parri e i generali Aldo Beolchini, Paolo Gaspari e Giorgio Manes.

### Avvicendamenti ai vertici
Giubilato De Nozza, nel 1959 al vertice degli Uffici affari riservati andò Ulderico Caputo, un altro soggetto di salde esperienze fasciste. La sua direzione va ricordata soprattutto per il tentativo di riavvicinamento con i colleghi del versante militare (SIFAR), ma si concluse in circa 18 mesi, con un certo rammarico di Caputo, che aveva accettato a malincuore "per lo stato disastroso della situazione ereditata".
L'avvicendamento sembrerebbe esser legato alla faccenda dei fascicoli SIFAR, con la quale verosimilmente Caputo non era abbastanza in linea; andò questore a Torino, dove è dimostrata la sua proficua collaborazione con Luigi Cavallo, Renzo Rocca e Vittorio Valletta nell'attività di provocazione.

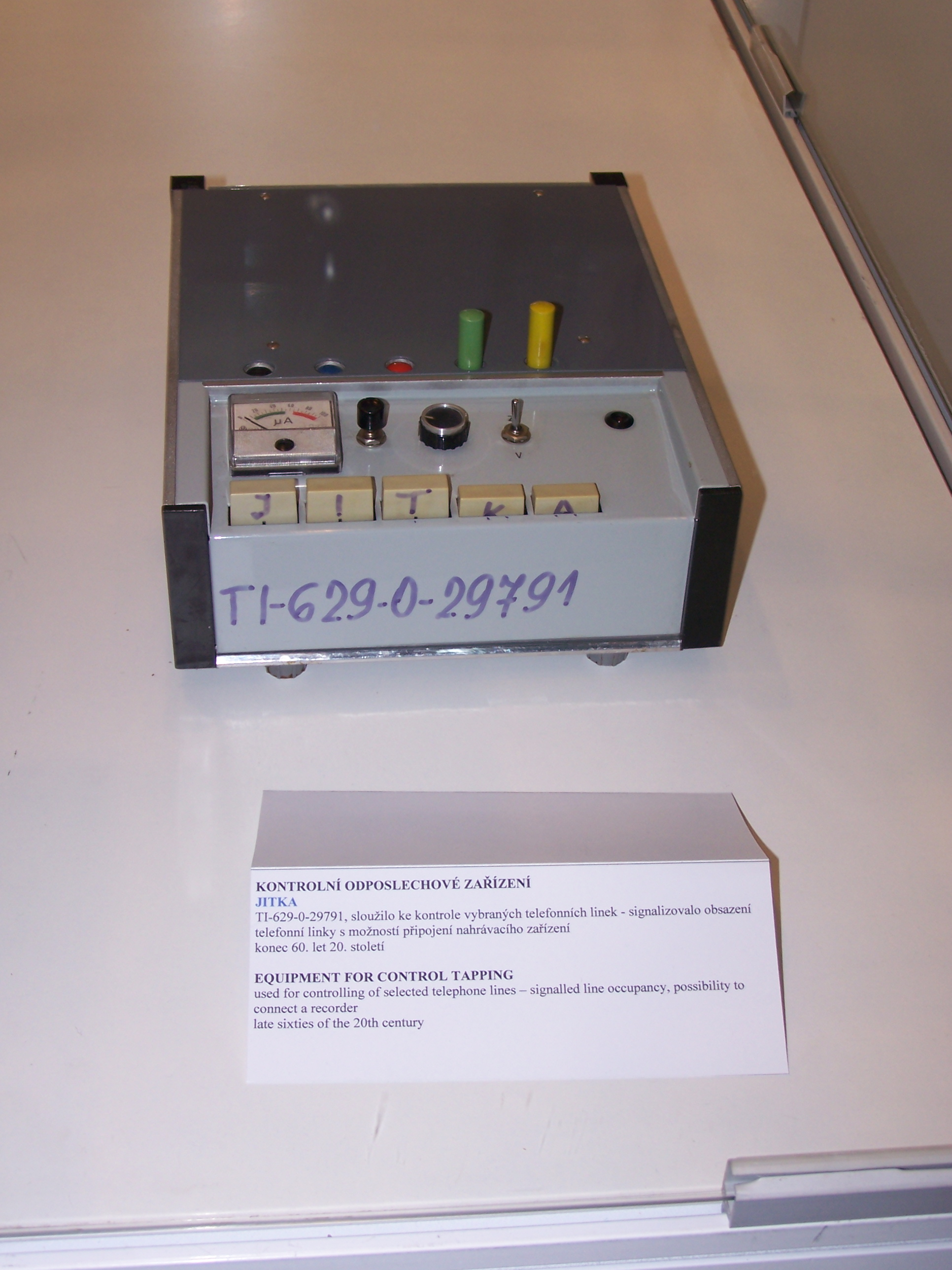
Un apparato "Jitka" degli anni 1960 per l'intercettazione telefonica.

Dal 1961 al 1963 la Divisione Affari riservati fu appannaggio di Efisio Ortona, funzionario di polizia già addetto alla sicurezza personale della regina Elena, in seguito assunto in analoga posizione dal presidente Saragat. A Ortona (di cui non sono noti meriti o demeriti particolari) successe Savino Figurati, personaggio nell'orbita di Paolo Emilio Taviani, nonché veterano del CLN Liguria; guiderà gli AARR fino al 1967, anno della sua morte. Fu poi la volta di Giuseppe Lutri, nel "Ventennio" esponente della polizia politica a Torino, nonché questore durante i fatti di Genova (1960), al quale va se non altro riconosciuto il risultato di non avere fatto parlare di sé nel ruolo di direttore d'intelligence.

## Dagli anni '60 a '80: igolpee la strategia della tensione

### Il SID e l'opera di Eugenio Henke

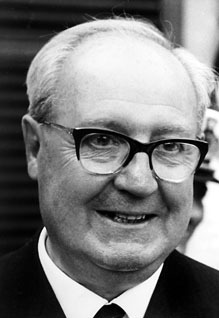
Il presidente Giuseppe Saragat

La scelta di ribattezzare SID quello che si era chiamato SIFAR (DPR 18 novembre 1965, n. 1477) non fu ritenuta particolarmente felice sul piano storico, a causa dell'omonimia con lo stesso servizio attivo nella Repubblica Sociale Italiana.
Anche sul piano strettamente tecnico-legislativo, l'attività del nuovo servizio (che sarà ufficialmente operativo in data 1º luglio 1966) fu piuttosto carente, principalmente per l'assenza di un confronto politico preliminare alla sua nascita. Pur con i suoi limiti, l'impianto normativo stabiliva in ogni caso che il campo d'azione del SID dovesse limitarsi alla "difesa militare o sicurezza nazionale", ma tali previsioni, peraltro parzialmente inconoscibili al tempo dei fatti (per la classificazione di segretezza apposta alla circolare ministeriale), rimasero largamente disattese.
L'ammiraglio Eugenio Henke, di lontana ascendenza austriaca, aveva fatto inizialmente carriera con Taviani, ma verso il 1960 era passato nell'orbita socialdemocratica, tanto che la sua nomina a capo del SID nel 1966 era stata auspicata dall'ammiraglio Virgilio Spigai, consigliere militare del presidente Saragat. Negli stessi anni, si eclissava progressivamente l'importanza dei fascicoli SIFAR, dell'operato del generale Rocca e del ruolo di Vittorio Valletta, che nel 1966 veniva direttamente rimpiazzato al timone della FIAT da Gianni Agnelli. Sempre al contempo, Henke aveva curato un "disvelamento pilotato" delle anomalie di De Lorenzo, impedendo che lo scandalo montante potesse coinvolgere la classe politica che quel generale aveva favorito e —fino a un certo momento— coperto.
Insieme al colonnello Enzo Viola, dell'Ufficio «D» (controspionaggio), Henke collaborò anche con il Bundesnachrichtendienst, all'epoca ancora guidato dal suo fondatore, generale Reinhard Gehlen, un personaggio di spicco del Terzo Reich. Il servizio tedesco aveva chiesto (con successo) al SID di contrastare l'attività di mediazione che il PCI cercava di svolgere tra il Partito Socialdemocratico di Germania e i regimi d'oltrecortina, in funzione di quella che conosceremo come Ostpolitik. Parallelamente erano ben coltivate cordiali relazioni con il KYP, il servizio dei colonnelli golpisti greci, tanto che —con il patrocinio delle strutture italiana e greca— verso il 1968 si svolse la "crociera di studio" con il concorso di centinaia di fascisti del calibro di Pino Rauti, Mario Merlino, Stefano Delle Chiaie.
Nel 1968 Viola, promosso a più importanti gradi e incarichi militari, lasciò l'Ufficio «D» nelle mani di Federico Gasca Queirazza, che ne rimase a capo fino al 1971. Nel 1969 Gasca Queirazza fu informato da Giannettini che "bande autonome neofasciste" avevano in programma "attentati in luoghi chiusi". Non è mai stato chiarito quali eventuali provvedimenti siano stati adottati dal SID in proposito. Taviani, accennò molto tempo dopo (in una sua opera postuma) al ruolo svolto da un avvocato di nome Matteo Fusco, assai ben introdotto presso il SID, nel tentativo (invero tragicamente fallito) di "recare il contrordine sugli attentati previsti in Milano", con particolare riferimento alla strage di piazza Fontana del 1969. Si è ipotizzato che in realtà Fusco fosse soprattutto un agente segreto di una certa importanza, e l'attività forense ufficialmente svolta fosse più che altro una copertura. Tali affermazioni, secondo Taviani, erano attribuibili al generale Vito Miceli, che nel 1970 aveva sostituito Henke al vertice del SID, ma di certo anche Anna, la figlia di Fusco, le confermò apertamente precisando che il padre, che "lavorava per lo Stato", avrebbe insistentemente cercato di dissuaderla dal recarsi a Milano nei giorni in cui poi scoppiò la bomba. Sempre da Anna, e da un collega di studio di Matteo Fusco, risulta che egli avesse trascorsi nella Repubblica Sociale Italiana, forse nel controspionaggio. Anna Fusco sostiene che il padre sarebbe anche stato uno dei primi agenti a perquisire la scena del controverso suicidio Rocca, alla ricerca di documenti da occultare; tuttavia questa convinzione verrebbe smentita da un diretto protagonista parzialmente omonimo. Nelle successive indagini svolte presso gli archivi del SISMI non hanno mai portato alla luce alcun riscontro documentale dell'attività eventualmente praticata da Fusco nell'intelligence italiana. Vi sono svariati elementi indiziali che indurrebbero ad asseverare la teoria di una sua collaborazione con i servizi, ma allo stato delle attuali conoscenze è impossibile sciogliere il dilemma, in un senso o nell'altro.

L'ingresso di Forte Braschi, storica sede del SID, del SISMI e oggi dell'AISE

### Gli AARR e gli anni di piombo
Sul "ponte di comando" dell'Ufficio affari riservati del ministero dell'Interno, nel 1968 a Giuseppe Lutri, subentrò Elvio Catenacci, in precedenza questore a Padova e a Trento. Contestualmente, gli AARR istituivano una sezione unificata per la vigilanza sui partiti estremisti e una sezione investigativa. Nel 1969 Catenacci diresse la fulminea (ma evasiva) inchiesta sulla morte dell'anarchico Pinelli, e cooperò alla pretestuosa rimozione del commissario Pasquale Juliano, le cui indagini "rischiavano" di contrastare efficacemente le trame di Franco Freda e sodali dell'ultradestra veneta.
Secondo Vincenzo Vinciguerra il cosiddetto arruolamento (all'"attività anticomunista") di Delfo Zorzi avvenne su iniziativa di Catenacci. La circostanza trova indiretto conforto in una deposizione processuale di Federico Umberto D'Amato in relazione alla strage di Peteano.

Nel 1970, inviato a sovrintendere alle indagini sul deragliamento ferroviario di Gioia Tauro, Catenacci appoggiò l'originaria erronea attribuzione del disastro a errore umano. Secondo i magistrati Emilio Alessandrini e Luigi Fiasconaro, Catenacci e gli AARR nel complesso ebbero un ruolo decisivo nella soppressione di prove riguardanti Piazza Fontana.
Pure nel 1970, promosso Catenacci a vice capo della Polizia, la direzione degli AARR andò ad Ariberto Vigevano, già questore di Bergamo. Nel medesimo anno, la divisione AARR veniva ribattezzata Servizio informazioni generali e sicurezza interna (SIGSI), al cui interno erano costituite una Divisione sicurezza interna e informazioni generali e una Divisione ordine pubblico e stranieri. L'anno successivo Vigevano fu promosso ispettore generale presso il Vaticano, e poco dopo morì d'infarto. Benché il suo breve periodo di comando agli AARR/SIGSI sia parzialmente coinciso con la fase in cui si cercava di attribuire agli anarchici il biasimo per Piazza Fontana, non è possibile affermare una responsabilità certa di Vigevano in tale operazione.

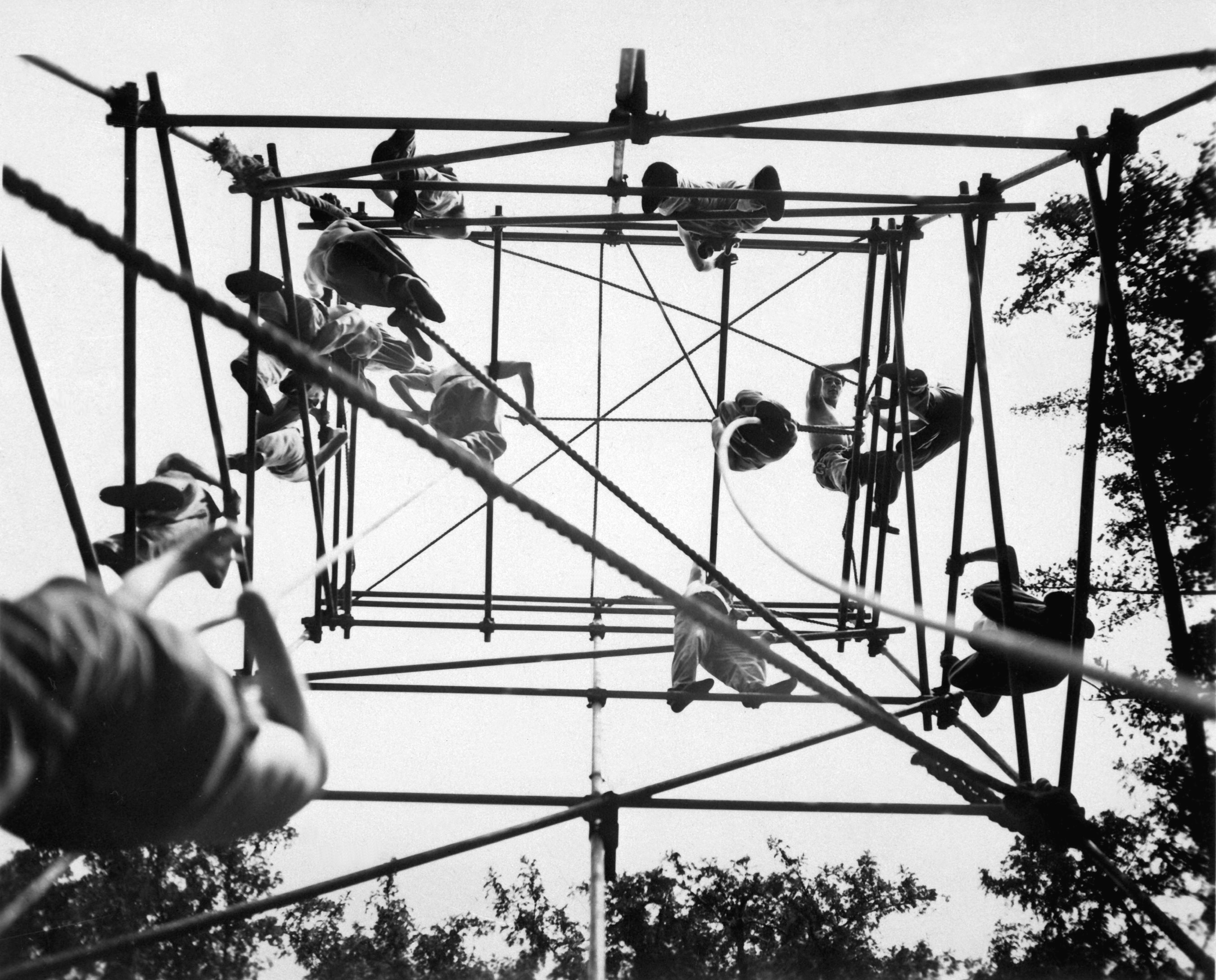
Operatori dell'Office of Strategic Services (OSS) si addestrano in preparazione alla Operazione Jedburgh.

Il già citato D'Amato incarnava nel frattempo l'eminenza grigia degli AARR/SIGSI. Essendo un uomo abile, D'Amato è sempre riuscito a mantenere una posizione defilata, pur avendo partecipato a molte delicate vicende. L'unico suo punto debole è la dimostrata frequentazione del già ricordato Stefano Delle Chiaie. Subito dopo la guerra, invece, D'Amato praticò sovente l'ufficio romano di James Angleton, all'epoca, numero uno dell'OSS nella nostra capitale. Licio Gelli sostiene che D'Amato mantenesse «rapporti diretti» con dirigenti del PCI e disponesse di un «Ufficio riservato personale» (gestito da suoi fedelissimi, estranei all'amministrazione "ufficiale“) che —per la delicatezza del materiale confidenziale raccolto— D'Amato chiamava familiarmente 'la mia polveriera'. In effetti, seppur con la ragguardevole eccezione di Giacomo Mancini e relativa consorteria, D'Amato seppe davvero intrattenere buone relazioni con tutti gli schieramenti politici, il che, forse, contribuì a garantirgli un atteggiamento benevolo di giornalisti e giudici circa il suo eventuale coinvolgimento nella strategia della tensione. Due voci fuori del coro erano i magistrati Gerardo D'Ambrosio ed Emilio Alessandrini, la cui inchiesta (1974) su Piazza Fontana venne infatti "provvidenzialmente" dirottata dalla Cassazione verso la sede di Catanzaro. Sempre nel 1974, Taviani —per tacitare un malcontento che si era diffuso nella pubblica opinione— procedette a una falsa destituzione di D'Amato, che in realtà veniva designato capo del servizio di polizia stradale, di frontiera, ferroviaria e postale, ovvero comandante di un quarto dei poliziotti italiani.
D'Amato lasciò il segno comunque anche nella nascita (1974) dell'Ispettorato generale per l'azione contro il terrorismo (IGAT), che affiancava il SIGSI assumendo il ruolo di struttura eminentemente operativa, articolata in tredici nuclei regionali. Analogamente, D'Amato continuò a esercitare di fatto una funzione d'indirizzo per tutto l'ambiente istituzionale preposto alla pubblica sicurezza del ministero dell'Interno, né il suo prestigio venne intaccato dalle illazioni sulla sua partecipazione alla P2. Lasciò il servizio attivo nel 1984, e si spense nel 1996. Poco dopo il suo decesso, la sua casa fu perquisita su mandato del giudice Carlo Mastelloni, che stava indagando sul sabotaggio di Argo 16. La perquisizione, peraltro, non fornì elementi di particolare rilievo probatorio.

### Il SID e lo scontro Miceli-Maletti
A Henke il 18 ottobre 1970 successe al vertice del Servizio informazioni difesa (SID) il generale Vito Miceli che dall'anno precedente era capo del SIOS, il servizio di controspionaggio dell'Esercito.
Miceli si distinse per una linea filo araba in politica estera, in linea con quella del presidente del consiglio Aldo Moro e sventò anche un attentato contro il colonnello Gheddafi. Per questo entrò in contrasto con il suo numero due, il colonnello Gianadelio Maletti dal 1971 assegnato al SID, e promosso generale divenne capo del reparto D (controspionaggio), che era legato ai servizi israeliani e americani e ad Andreotti.
Miceli restò alla guida dei servizi segreti fino al 30 luglio 1974 quando fu arrestato per "cospirazione contro lo Stato", in conseguenza al fallito golpe Borghese (e poi assolto nel 1978).

### Il golpe Borghese
Il piano cominciò a essere attuato tra il 7 e l'8 dicembre 1970, con il concentramento nella Capitale di diverse centinaia di congiurati, con azioni simili in diverse città italiane, tra cui Milano.
Nella sede del Ministero degli Interni iniziò anche la distribuzione di armi e munizioni ai cospiratori; il generale dell'Aeronautica militare italiana Giuseppe Casero e il colonnello Giuseppe Lo Vecchio presero posizione al Ministero della Difesa, mentre un gruppo armato del Corpo Forestale dello Stato, di 187 uomini, guidato dal maggiore Luciano Berti si appostò non lontano dalle sedi televisive della RAI. A Milano, invece, si organizzò l'occupazione di Sesto San Giovanni tramite un reparto al comando del colonnello dell'esercito Amos Spiazzi.
Il golpe era in fase di avanzata esecuzione quando, repentinamente, Valerio Borghese ne ordinò l'immediato annullamento. Le motivazioni di Borghese per questo subitaneo ordine a poche ore dall'attuazione effettiva del piano non sono tuttora pienamente chiarite. Secondo la testimonianza di Amos Spiazzi, il golpe sarebbe stato una messinscena: destinato a venire immediatamente represso dalle forze governative tramite un piano dal nome in codice "Esigenza Triangolo", avrebbe costituito un pretesto per consentire al governo democristiano di emanare leggi speciali.
Borghese, tuttavia, si sarebbe reso conto (o sarebbe stato avvertito) della trappola e si sarebbe dunque fermato in tempo. Il movimento di Amos Spiazzi a Sesto San Giovanni, a suo dire, avrebbe fatto parte della legittima operazione Esigenza triangolo, non del golpe. Egli testimoniò di avere incrociato durante il tragitto in autostrada quella notte numerose autocolonne militari oltre la sua. Oltre a lui, altri militari avvisarono Borghese del piano di ordine pubblico.
Recentemente in un programma di Giovanni Minoli si è presentata la documentata visione dello stop del golpe come di un ordine proveniente dai servizi americani, che avrebbero dato il loro beneplacito al proseguimento del colpo di mano solo nel caso che al vertice del nuovo assetto politico fosse stato posto Giulio Andreotti (che invece avrebbe rifiutato). Questa ipotesi, ovviamente, non esclude la precedente, ma piuttosto la integra.

### La Rosa dei Venti
Nel 1972 l'Italia fu sconvolta da una serie di attentati. Il 14 marzo Giangiacomo Feltrinelli era saltato assieme a una bomba che apparentemente stava collegando a un traliccio. Il 17 maggio era stato assassinato il commissario Luigi Calabresi. Il 31 maggio fu la volta della strage di Peteano. Il 21-22 ottobre si verificarono diversi attentati a linee ferroviarie nei pressi di Reggio Calabria.

Per una curiosa coincidenza, la rosa dei venti adorna anche lo stemma della CIA (nello scudo brandito dall'aquila).

Dietro a tutti questi eventi si sarebbe celata la persistenza di un'organizzazione eversiva, che non aveva certo rinunciato ai propositi insurrezionali; questo fenomeno di ultra-attività si ricorda come "Rosa dei Venti", denominazione che è stata spiegata in diversi modi. Infatti da un'originaria trista metafora geografica, veicolante il messaggio "colpire da tutte le parti, senza pietà", passò poi al gioco di parole fondato sull'omografia, ovvero "Rosa dei 20"'', a indicare il numero di formazioni clandestine che in un certo momento (crebbero successivamente a 24) vi facevano capo.

### Il Movimento di Azione Rivoluzionaria
Secondo Carlo Fumagalli, uno dei suoi esponenti carismatici, il MAR nasce per iniziativa di personalità altolocate a Roma, nel 1962, mentre l'Italia s'interroga sull'avventura rappresentata dall'imminente Centrosinistra. È plausibile un collegamento tra il MAR e l'opera di reclutamento del colonnello Rocca, che proprio a quell'epoca ricercava volenterosi per le sue attività di provocazione. Fumagalli, reclutato giovanissimo nelle milizie della Repubblica Sociale Italiana, ben presto —abbandonando i repubblicani— era passato a condurre una singolare guerra partigiana nel valtellinese, a fianco del capitano alpino Giuseppe Motta (nome di battaglia "Camillo"): una guerra non molto ostile verso i fascisti, ma assai gradita agli americani, che infatti ricompenseranno poi Fumagalli, Motta e un altro partigiano locale, Edgardo Sogno, con la Bronze Star Medal.
Queste benemerenze avranno un riflesso anche in anni più vicini a noi. Fumagalli mantenne le relazioni con Motta, passato al SIFAR, dove raggiungerà il grado di generale prima di congedarsi nel 1972. Con mandato statunitense, Fumagalli svolse una missione in Yemen del Sud, volta a favorire l'organizzazione della guerriglia contro il governo progressista.
Nel 1970 rilasciò un'intervista a Giorgio Zicari, in cui dichiarava di essere stato interessato da collaboratori di Franz Josef Strauß per partecipare alla costituzione di un partito programmaticamente eversivo.
Nell'aprile del 1970 saltarono in aria dei tralicci in Valtellina; l'inchiesta —con strascichi anche a Roma, dove venne sottoposto a intercettazione telefonica il generale Motta— puntò alla responsabilità del MAR, di cui furono arrestati quattro elementi. Fumagalli riuscì a sottrarsi alla cattura, benché pare che continuasse per lungo tempo a frequentare polizia e carabinieri a Milano. Quando l'accusa nei suoi confronti stava per essere derubricata da insurrezione armata contro i poteri dello Stato a quella ben più lieve di detenzione di armi/esplosivi, tutto a un tratto comparve a processo a Lucca, ove —venendo accertato che l'esplosivo fosse stato "bagnato" (e quindi reso quasi inservibile)— beneficiò di una condanna praticamente simbolica.
Nel 1973 sono documentati contatti tra Fumagalli, Sogno, Spiazzi e il già ricordato Nardella. Pare che tutti questi uomini, sia pure attraverso iniziative e organizzazioni formalmente slegate tra loro, di fatto agiscano secondo un progetto unitario, tracciato da una superiore istanza cui tutti rendono conto e obbediscono. Questa ipotesi è del resto avvalorata dallo stesso Fumagalli nel corso di un processo a Brescia (1974).
E ancora una volta toccò a Fumagalli predisporre la logistica per l'espatrio di Nardella, quando costui avvertì l'imminenza del proprio arresto per ordine del giudice Tamburino. Secondo Torquato Nicoli, si era sulla soglia di un colpo di stato a cura di "pochi fascisti" e per lo più "ex partigiani bianchi". Da atti processuali si apprende che nel 1969-'70 vi sarebbero stati almeno tre incontri fra elementi del MAR (più altri attivisti neofascisti), ufficiali delle nostre forze armate e di quelle americane, e in tali circostanze i militari avrebbero anche fornito materiale bellico ai facinorosi. Alcuni carabinieri si sarebbero perfino prestati ad acquistare armi clandestine "al mercato nero", sempre destinate agli uomini MAR.
Seguendo uno schema ormai ripetutamente esposto in questa voce, anche le varie inchieste giudiziarie riguardanti il MAR furono accentrate a Roma, e altrettanto prevedibilmente terminarono in maniera del tutto inconcludente.
Il nominato giornalista Zicari era verosimilmente (anche) un informatore dei servizi segreti, che in un'intervista del 1974 al Corriere della Sera aveva rimproverato a questi ultimi una colpevole inerzia, anche in relazione alla strage di Piazza della Loggia. La vicenda aveva sollevato un vespaio, svelando sbalorditivi rapporti tra i vertici milanesi dell'Arma e gli uomini del MAR. Perfino lo stupro di Franca Rame sarebbe stato un'azione ordinata dai medesimi ambienti delle forze dell'ordine.

## La riforma del '77

Stemma del SISMI

Intanto in Parlamento nel gennaio 1977 viene istituita una Commissione speciale per la riforma dei servizi, che porta all'approvazione della Legge 24 ottobre 1977, n. 801 ("Istituzione e ordinamento dei servizi per le informazioni e la sicurezza e disciplina del segreto di Stato")

### Sismi e Sisde
Si giunse a una prima riforma dei servizi segreti italiani, con la soppressione del SID e la creazione del SISMI e del SISDE. Nel 1974 era già stato chiuso l'Ufficio affari riservati del ministero dell'Interno, per fare posto al l'Ispettorato generale per l'azione contro il terrorismo (IGAT), assorbito nel 1977 dal SISDE.
La riforma riorganizzò quindi i servizi con il proposito di renderli più consoni ai principi costituzionali. In particolare:
- il SID veniva smembrato in due tronconi, il SISDE, connesso principalmente alle esigenze e agli indirizzi del Ministero dell'interno — e il SISMI, principalmente subordinato al Ministero della difesa;
- veniva creato il CESIS, depositario di un ruolo di coordinamento, analisi e direzione delle due agenzie, sottoposto all'autorità della Presidenza del Consiglio dei ministri, e supremo responsabile delle due formazioni di intelligence;
- veniva istituito un comitato parlamentare, il COPACO, in qualità di supervisore per le attività delle due agenzie.

### I misteri della NATO
È stato già accennato in precedenza alla probabile esistenza di "protocolli segreti" aggiunti al trattato NATO. Malgrado la parziale rimozione del vincolo di segretezza su tali documenti, è facile comprendere che si trattasse di documenti largamente impliciti, che fondavano la loro efficacia in gran parte sulla personalità dei direttori dei Servizi: essi pertanto, verosimilmente, venivano affiliati dagli americani ben prima della loro nomina alle posizioni apicali degli apparati (la cosiddetta "doppia dipendenza" o "doppia lealtà"). La questione era esposta piuttosto esplicitamente nel controverso (gli ambienti ufficiali USA hanno generalmente tentato di negarne l'esistenza) Supplement B to US Army Field Manual 30-31. Del documento, noto anche come "Piano Westmoreland", venne scoperta una copia in una valigia della figlia di Licio Gelli (perquisizione a Fiumicino, 4 luglio 1981). Potrebbe essere una mera coincidenza, ma sta di fatto che tre direttori del SISMI (Luigi Ramponi, Cesare Pucci e Sergio Siracusa) erano stati, tempo addietro, addetti militari a Washington.
Per esempio è stato documentato che, negli anni settanta, l'Ufficio centrale per la sicurezza (UCSI) impedisse a cittadini italiani l'accesso a taluni incarichi (ritenuti potenzialmente pericolosi per la sicurezza nazionale) anche solo perché questi cittadini non erano politicamente schierati verso posizioni "atlantiche".
Un altro clamoroso scandalo, in quegli anni, fu suscitato dalle dichiarazioni dell'allora Presidente del Consiglio Giulio Andreotti (24 ottobre 1990), dalle quali si evinceva l'esistenza della "Gladio", una rete anticomunista di tipo stay-behind, sostenuta dalla NATO, che secondo alcuni settori della sinistra poteva essere implicata nella "strategia della tensione“ che funestò i cosiddetti anni di piombo.

## Gli anni 2000

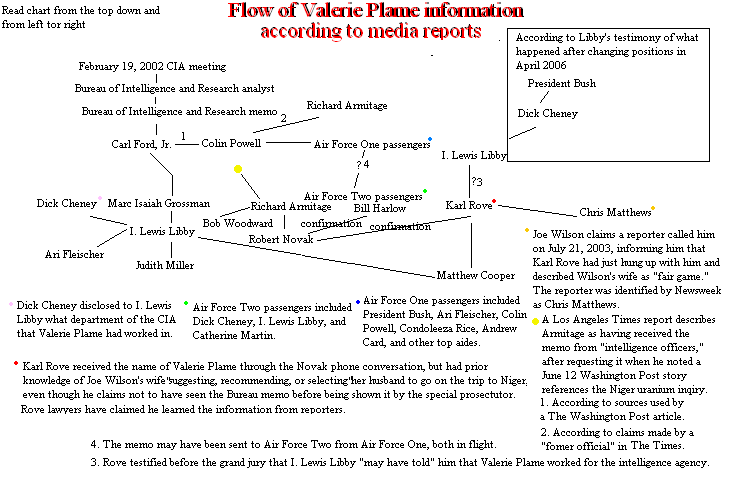
Schema "mediatico" del flusso di notizie scaturito dal Plame Affair

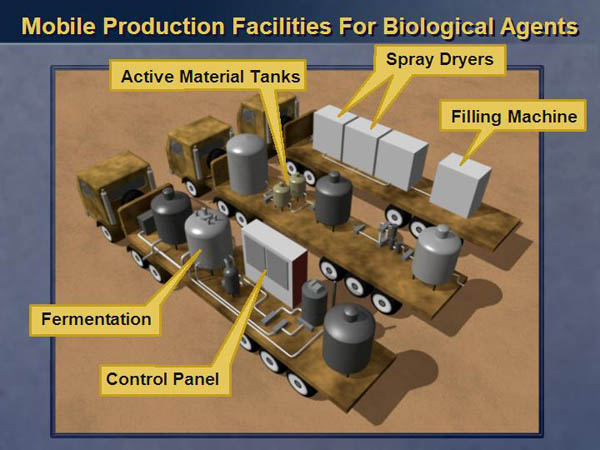
Una delle slide utilizzate da Colin Powell in una presentazione all'ONU volta a dimostrare la capacità irachena, poi rivelatasi inesistente. di produrre armi biologiche mediante laboratori mobili

### Il Caso Abu Omar
Negli anni 2000 il SISMI divenne ancora oggetto di una controversia nazionale, per il caso Abu Omar, ovvero il sequestro e la extraordinary rendition di Hassan Mustafa Osama Nasr (meglio noto come Abu Omar), iniziati a Milano nel 2003.

### Lo scandalo Telecom-Sismi
A margine dell'inchiesta giudiziaria sulla deportazione di Abu Omar, vennero alla luce un'operazione clandestinamente condotta dal SISMI in danno di Romano Prodi e Telecom Italia (scandalo Telecom-Sismi), giunta agli onori delle cronache nel 2006. Al contempo si delineò la prassi di seminare disinformazione nella stampa italiana mediante informatori prezzolati e altresì quella del depistaggio della giustizia.

### IlNigergate
Sempre nel 2006 il SISMI fu coinvolto nello scandalo Nigergate, in cui agenti della intelligence militare italiana inviarono al presidente USA George W. Bush falsi documenti, poi utilizzati come principale pretesto per l'invasione dell'Iraq. Infine, una perquisizione coordinata dall'autorità giudiziaria nella sede principale del SISMI, nell'agosto 2007, scoprì documenti dimostranti come tale agenzia avesse spiato, dal 2001 al 2006, vari magistrati europei che il SISMI giudicava portatori di "potenziale destabilizzante". Erano oggetto di tale sorveglianza l'associazione Magistrats Européens pour la Démocratie et les Libertés, come pure tre giudici francesi, tra cui Anne Crenier, già presidente dell'associazione di categoria Syndicat de la magistrature, moglie del suo collega italiano Mario Vaudano, operante nell'"European Anti-fraud Office" (OLAF). A seguito di questi scandali, Niccolò Pollari si dimise nel novembre del 2006.

### Dalla riforma del 2007

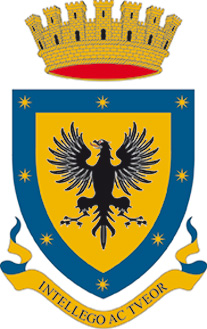
Stemma dell'AISE

Successivamente, il Governo Prodi II varò la legge 3 agosto 2007 n. 124 ("Sistema di informazione per la sicurezza della Repubblica e nuova disciplina del segreto") che creò un nuovo "Sistema di informazione per la sicurezza della Repubblica", in particolare ponendo i servizi sotto un più stretto controllo del Presidente del Consiglio dei ministri, cui compete la nomina di direttori e vicedirettori di ciascun'agenzia; e affidando a questi il coordinamento delle politiche dell'informazione per la sicurezza, il potere di impartire le direttive e, sentito il Comitato interministeriale per la sicurezza della Repubblica, di emanare ogni disposizione necessaria per l'organizzazione e il funzionamento del Sistema di informazione per la sicurezza della Repubblica.
I servizi vengono soprattutto uniformati alle principali agenzie estere con la divisione non più tra servizi civili (dipendenti dal ministro dell'interno) e militari (dipendenti dalla Difesa) ma per competenze, con l'AISE che si occupa dell'intelligence all'estero, e l'AISI per il controspionaggio interno. La norma infine dettò disposizioni anche in tema di segreto di Stato.
All’AISE sono affidate le attività di informazione sulle minacce alla sicurezza della Repubblica provenienti dall’estero, il controspionaggio fuori dai confini nazionali e le attività di controproliferazione. Dal 2007 si sono succeduti alla sua guida l’ammiraglio Bruno Branciforte, il generale Adriano Santini, il dottor Alberto Manenti e, dal 2017, il generale Luciano Carta.
L’AISI, che ha invece sostituito il SISDE, svolge attività di informazione per la difesa della sicurezza interna della Repubblica e delle istituzioni democratiche, nonché quelle per la protezione degli interessi nazionali e il controspionaggio in territorio italiano. Dal 2007 a oggi si sono succeduti alla sua guida il prefetto Giorgio Piccirillo, il generale C.A. Arturo Esposito e il prefetto Mario Parente, tuttora in carica.
Alla guida del DIS (Dipartimento delle informazioni per la sicurezza) si sono succeduti, dal 2007 a oggi, il generale Giuseppe Cucchi, il prefetto Gianni De Gennaro, l’ambasciatore Giampiero Massolo, il prefetto Alessandro Pansa, il generale Gennaro Vecchione e l'attuale direttore generale, l'ambasciatore Elisabetta Belloni.
Oltre al Sistema di informazione per la sicurezza della Repubblica va segnalata la struttura di intelligence militare, il II Reparto informazioni e sicurezza posta all’interno dello Stato Maggiore della Difesa, che ha la funzione prevalente di raccolta di informazioni, in coordinamento con l’AISE, a garanzia della protezione delle postazioni e delle attività all’estero delle Forze armate.
Nel maggio del 2019 è stata inaugurata la nuova sede unitaria dell'intelligence nel palazzo delle Casse di Risparmio Postali, che ospita gli uffici di vertice del DIS, delle agenzie e parte di quelli operativi, sita in piazza Dante nel rione Esquilino a Roma.

## Scandali

### Rapporti controversi con la criminalità
È provata la parte svolta dai servizi in alcuni casi di depistaggio di indagini, o di altre discutibili relazioni con ambienti e/o attività illegali. Ne sono notorie conseguenze i vari naufragi delle inchieste giudiziarie per gli attentati dinamitardi di Trento, di piazza Fontana, di Brescia e dell'Italicus. L'azione di disturbo verso gli inquirenti è stata praticata sia attraverso atteggiamenti di sostanziale intimidazione, sia mediante divulgazioni di copioso materiale istruttorio - al fine di obbligare la magistratura a trascurare piste genuine - spesso preludio di ritrattazioni di "supertestimoni": la conclusione quasi inevitabile era il proscioglimento "per insufficienza di prove", secondo una formula processuale oggi non più contemplata dal codice di procedura penale.
Da atti processuali risulta altresì la collaborazione tra SIFAR e Ordine Nuovo, definita "organizzazione sorretta dai servizi di sicurezza della NATO".
Per quanto riguarda il caso Moro, Ferdinando Imposimato ha sostenuto che vi fosse uno stretto legame tra la banda della Magliana e il SISMI, e segnatamente tra Antonio Chichiarelli, autore del falso comunicato brigatista numero sette che depistò le ricerche al lago della Duchessa, e Giuseppe Santovito, piduista e primo direttore di quel servizio informazioni militare.

### Coinvolgimenti in attentati e atti terroristici
In alcuni episodi i servizi segreti italiani sarebbero coinvolti in alcuni attentati, tra quelli maggiormente discussi dalle cronache ricordiamo:
- Supposto coinvolgimento nel periodo delle bombe del '92 e '93 - È stata ultimamente formulata tale ipotesi soprattutto in relazione agli attentati del Velabro e dei Georgofili, fatti in cui sarebbe intervenuto un misterioso "signor Franco", agente segreto connivente con la mafia.[298][299][300] Analoghe voci sono circolate a proposito dell'attentato dell'Addaura.[301]
- L'incidente di Calipari a Baghdad - L'agente del SISMI Nicola Calipari perse la vita nel 2005 a Baghdad, inspiegabilmente crivellato di colpi da una pattuglia USA mentre era impegnato a portare in salvo Giuliana Sgrena, subito dopo la fine del suo sequestro.
- I caduti in servizio in Afghanistan - Nel 2007 era morto durante un'operazione in Afghanistan il sottufficiale del SISMI Lorenzo D'Auria[302] e nel 2010 fu la volta dell'agente AISE Pietro Antonio Colazzo.[303]